# Muscal

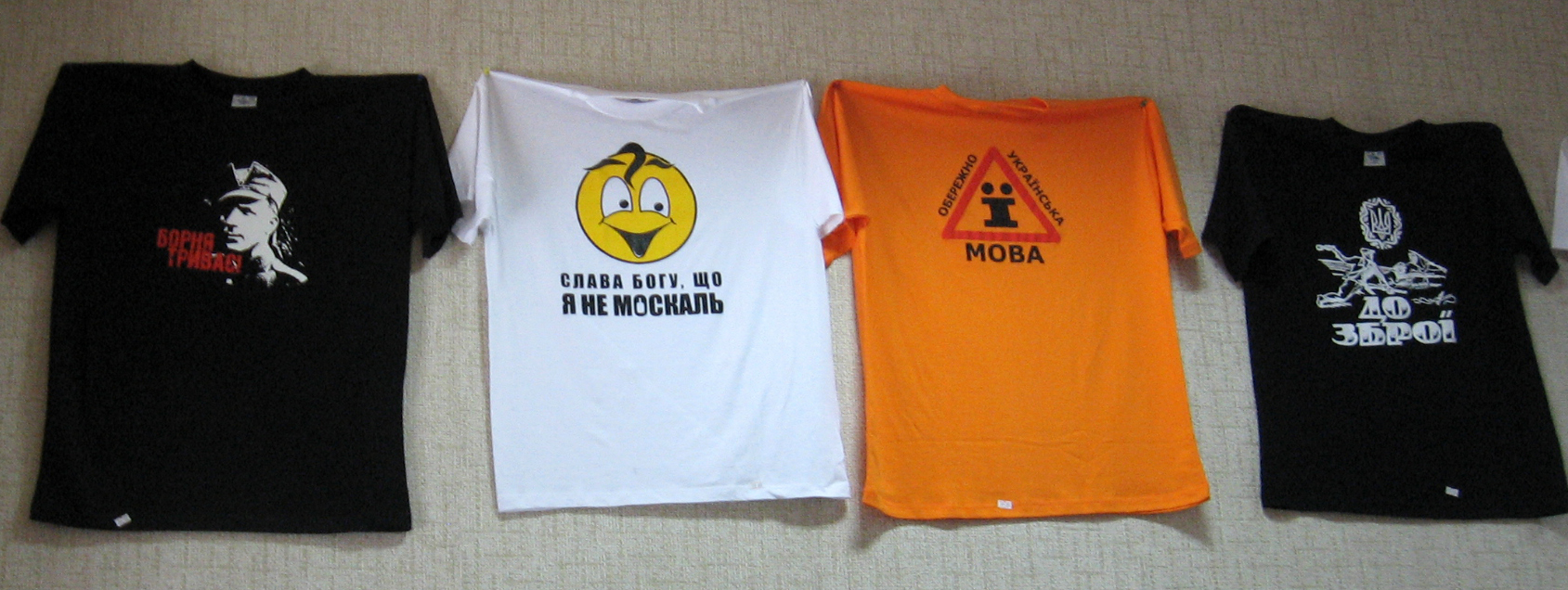
Text în limba ucraineană pe un tricou alb: „Mulțumesc lui Dumnezeu că nu sunt muscal”

Muscal (în rusă și ucraineană: москаль, în bielorusă: маскаль, în poloneză: moskal, în lituaniană: maskolis) este o denumire istorică utilizată pentru locuitorii Marelui Ducat al Moscovei între secolele al XII-lea și al XVIII-lea. Astăzi acest cuvânt a devenit o insultă etnică cu referire la rușii din Rusia, fiind folosit în Ucraina, Belarus și Polonia. Termenul este frecvent peiorativ sau condescendent, un echivalent al termenului rus hohol pentru ucraineni. Un alt termen peiorativ cu semnificație etnică, kațap este insultător și înseamnă „țăcălie”. O altă versiune este că termenul kațap provine din cuântul crimeean kasab (măcelar), pentru că soldații moscoviți cărau topoare mari, care îi făceau să semene cu niște măcelari.

## Istorie și etimologie
Inițial, în secolul al XII-lea, cuvântul muscal se referea la locuitorii „Moscoviei”, fiind tradus ad-literam ca „moscovit” (diferențiindu-i pe locuitorii din Marele Ducat al Moscovei de alți slavii estici ca locuitorii Ruteniei Albe (belaruși), Ruteniei Roșii (galițieni) și alții). Cu timpul, cuvântul a devenit un arhaism în toate limbile slavice de est și a supraviețuit doar ca nume de familie în fiecare dintre aceste limbi—vezi mai jos.
Conotația negativă, cu toate acestea, datează de la sfârșitul secolului al XVIII-lea și începutul secolului al XIX-lea când cuvântul a început să fie folosit ca o insultă etnică pentru toți rușii. La acel moment, soldații Armatei Imperiale Ruse (și mai târziu cei ai Armatei Sovietice) staționate pe teritoriile ce aparțin astăzi Ucrainei și Poloniei au devenit cunoscuți sub numele de muscali și acei oameni care au fost recrutați cu forța în armată au fost descriși în ucraineană ca fiind luați la muscali (în ucraineană у москалі). Pentru că cei mai mulți dintre ei, după ce serveau în Armată (pe termene de 25 de ani, în unele perioade ale istoriei Rusiei), continuau să vorbească în limba rusă după demobilizare, cuvântul a dobândit o conotație negativă și era folosit pentru cei care și-au pierdut rădăcinile.

## Influență culturală
„Moskal” este un personaj stereotip în teatrul tradițional ucrainean de păpuși denumit vertep.
Moskaliki este denumirea ucraineană pentru pești mici, folosiți, de obicei, ca momeală sau ca o gustare frugală.
El este folosit, de asemenea, ca nume de familie în unele limbi slave de est.